# Liste der denkmalgeschützten Objekte in Lichtenau im Mühlkreis
Die Liste der denkmalgeschützten Objekte in Lichtenau im Mühlkreis enthält die denkmalgeschützten unbeweglichen Objekte der Gemeinde Lichtenau im Mühlkreis in Oberösterreich (Bezirk Rohrbach).

## Denkmäler
| Foto |                 | Denkmal                                            | Standort                                        | Beschreibung | Metadaten |
| ---- | --------------- | -------------------------------------------------- | ----------------------------------------------- | --- | --- |
| ja   | Datei hochladen | Toheibl-Mühle HERIS-ID: 4168 Objekt-ID: 6          | Hinternberg 5 Standort KG: Lichtenau            | | BDA-Hist.: Q38053119 Status: Bescheid Stand der BDA-Liste: 2025-06-30 Name: Toheibl-Mühle GstNr.: 3079                                       |
| ja   | Datei hochladen | Schloss Lichtenau HERIS-ID: 19176 Objekt-ID: 15474 | Lichtenau im Mühlkreis 1 Standort KG: Lichtenau | Das Schloss Lichtenau ist ein Renaissanceschloss auf einem flachen Geländesporn über dem Tal der Großen Mühl. Die ehemals mittelalterliche Burg wurde um 1600 wesentlich um- und neugebaut und in eine vierflügelige Anlage umgewandelt. Nach einem Brand 1945 erfolgte der Wiederaufbau, wobei der Ostflügel sowie Teile des Nordtrakts 1969 abgebrochen wurden. | BDA-Hist.: Q2242169 Status: Bescheid Stand der BDA-Liste: 2025-06-30 Name: Schloss Lichtenau GstNr.: .1/1 Schloss Lichtenau (Oberösterreich) |
| ja   | Datei hochladen | Ortskapelle HERIS-ID: 19180 Objekt-ID: 15478       | Oedt Standort KG: Lichtenau                     | Der stattliche Giebelbau mit polygonalem Chor und holzverkleidetem Giebelreiter beherbergt eine schlichte, bäuerliche Einrichtung mit einer Darstellung der Epiphanie am Altarblatt. Die Kapelle ist mit der Jahreszahl 1891 bezeichnet. | BDA-Hist.: Q37846873 Status: § 2a Stand der BDA-Liste: 2025-06-30 Name: Ortskapelle GstNr.: 3007/3                                           |